# Never Seen the Rain
Never Seen the Rain è un singolo della cantante australiana Tones and I, pubblicato il 16 luglio 2019 come terzo estratto dal primo EP The Kids Are Coming.

## Video musicale
Il video musicale, diretto da Nick Kozakis e Liam Kelly, è stato reso disponibile tramite YouTube l'8 agosto 2019.

## Tracce
Testi e musiche di Toni Watson.
1. Never Seen the Rain – 3:20

## Formazione
- Tones and I – voce
- Konstantin Kersting – produzione, registrazione, missaggio
- Andrei Eremin – mastering

## Classifiche

### Classifiche settimanali
| Classifica (2019-20) | Posizione massima |
| -------------------- | ----------------- |
| Australia            | 7                 |
| Austria              | 70                |
| Belgio (Fiandre)     | 6                 |
| Belgio (Vallonia)    | 3                 |
| Croazia              | 38                |
| Francia              | 46                |
| Germania             | 51                |
| Irlanda              | 21                |
| Lituania             | 71                |
| Nuova Zelanda        | 36                |
| Paesi Bassi          | 19                |
| Portogallo           | 198               |
| Regno Unito          | 99                |
| Svezia               | 69                |
| Svizzera             | 49                |

### Classifiche di fine anno
| Classifica (2019) | Posizione |
| ----------------- | --------- |
| Australia         | 39        |
| Classifica (2020) | Posizione |
| Australia         | 24        |
| Belgio (Fiandre)  | 18        |
| Belgio (Vallonia) | 9         |
| Francia           | 110       |
| Paesi Bassi       | 66        |